# Premnoplex
Premnoplex (boomlopers) is een geslacht van zangvogels uit de familie ovenvogels (Furnariidae).

## Soorten
Het geslacht kent de volgende soorten:
- Premnoplex brunnescens – Vlekborstboomloper
- Premnoplex tatei – Witkeelboomloper